# SLC38A10
SLC38A10‏ (Solute carrier family 38 member 10) هوَ بروتين يُشَفر بواسطة جين SLC38A10 في الإنسان.